# Kölner Erklärung (1989)
Das kurz als Kölner Erklärung bezeichnete Memorandum „Wider die Entmündigung – für eine offene Katholizität“ wurde am 6. Januar 1989 veröffentlicht. Sie ist die bekannteste der nach ihrem Veröffentlichungsort Köln benannten Kölner Erklärungen. Sie kritisiert den ihrer Auffassung nach autoritären Stil von Johannes Paul II. sowie dessen Verhalten bezüglich der Erteilung der kirchlichen Lehrerlaubnis (Missio canonica).
Sie wurde bis Mai 1989 von mehr als 220 katholischen Theologieprofessorinnen und -professoren (aus Deutschland, Österreich, der Schweiz und den Niederlanden) unterzeichnet; später taten dies weltweit über 700 Theologinnen und Theologen. Zu den Unterzeichnern zählten Franz Böckle, Johannes Brosseder, Peter Eicher, Heinrich Fries, Ottmar Fuchs, Norbert Greinacher, Johannes Gründel, Bernhard Häring, Friedhelm Hengsbach, Peter Hünermann, Hans Küng, Norbert Mette, Johann Baptist Metz, Dietmar Mieth, Hermann Stenger, Knut Walf, Jürgen Werbick und Hans Zirker.
Im Jahre 2009 zog Dietmar Mieth eine „durchwachsene Bilanz“. Die deutsche Kirchenvolksbewegung „Wir sind Kirche“ erklärte zum 20. Jahrestag der Kölner Erklärung: „Die Kölner Erklärung ... hat bis heute nichts von ihrer Dringlichkeit verloren, sondern ist angesichts der römischen Erlasse und des restaurativen Kurses der letzten Jahrzehnte aktueller denn je. In vielen Punkten sind die damals formulierten Befürchtungen und Warnungen eingetreten oder sogar überboten worden.“